# Єреванський державний медичний університет ім. Мхітара Гераци
Єреванський державний медичний університет імені Мхітара Гераци (вірм. Մխիթար Հերացու անվան Երեվանի Պետական Բժշկական Համալսարան) — провідний вищий медичний навчальний заклад Республіки Вірменія. До 1996 р. називався Єреванський державний медичний інститут (ЕрМІ). Університет названо на честь Мхітара Гераци (XII ст.) — лікаря і автора лікарського порадника, основоположника вірменської медицини.

## Історія
1922 р. — організований медичний факультет при державному університеті
1930 р. — організований Єреванський державний медичний інститут (ЕрМІ).
1996 р. — ЕрМІ реорганізовано в Єреванський державний медичний університет ім. М. Гераци.

## Факультети
При Єреванському медичному університеті функціонують такі факультети:
1. Лікувальний факультет — з шестирічною освітою, кількість студентів 1 428. Закінчивши лікувальний факультет студенти отримують спеціальність «лікувальна справа».
2. Педіатричний факультет був заснований у 1958 році з шестирічною освітою, кількість студентів 741. Закінчивши педіатричний факультет отримують спеціальність педіатра.
3. Санітарно-гігієнічний факультет був заснований у 1931 році з шестирічною освітою, в 1996 році був перейменований у медико-профілактичний, з шестирічним навчанням, число студентів 327. Студенти закінчивши факультет отримують спеціальність «санітарія».
4. Стоматологічний факультет був заснований у 1963 році з п'ятирічним навчанням, число студентів 385. Закінчивши стоматологічний факультет студенти отримують спеціальність лікаря-стоматолога.
5. Фармацевтичний факультет був заснований в 1972 році з п'ятирічним навчанням, число студентів 209. Закінчивши фармацевтичний факультет студенти отримують спеціальність провізора.
6. Військово-медичний факультет був заснований в 1994 році з шестирічною освітою, кількість студентів 96. Закінчивши студенти отримують спеціальність військового лікаря по лікувальній справі.
7. Факультет іноземних студентів — навчаються на різних факультетах, число студентів 462. Всього в Єреванському державному медичному університеті навчаються 3 648 студентів.

В університеті також функціонує підготовче відділення для іноземних громадян, де навчаються 70 учнів.
З 1996 року при університеті функціонує медичний коледж, з трирічним курсом навчання.

## Кафедри
Загальне число професорсько-викладацького складу — 568. При університеті діють такі 57 кафедр і курсів: 
1. Польової хірургії, стоматології та терапії
2. Суспільних наук
3. Клінічної імунології
4. Фізвиховання та здоров'я
5. Спортивної медицини та реабілітації
6. Військової та екстремальної медицини
7. Російської мови
8. Іноземної та латинської мов
9. Мед. біології і генетики
10. Мед. біолог. фізики з інформатикою і мед. апаратурою
11. Загальної та біоорганічної хімії
12. Біологічної хімії
13. Нормальної анатомії
14. Гістології
15. Нормальної фізіології
16. Мікробіології
17. Фармакології
18. Патологічної анатомії
19. Патологічної фізіології
20. Загальної гігієни з екологією
21. Соц. медицини і орг. охорони здоров'я
22. Профільної гігієни
23. Променевої діагностики, променевої терапії та онкології
24. Пропедевтики внутрішніх хвороб
25. Туберкульозу
26. Інфекційних хвороб з дитячими інфекціями
27. Дерматовенерології
28. Неврології
29. Психіатрії
30. Внутрішніх хвороб N 1
31. Внутрішніх хвороб N 2
32. Мов іноземних студентів
33. Внутрішніх хвороб N 3
34. Хірургічний хвороб N 3
35. Загальної хірургії
36. Оперативної хірургії
37. Хірургічних хвороб N 1
38. Хірургічних хвороб N 2
39. Травматології та ортопедії
40. Л О Р хвороб
41. Офтальмології
42. Судової медицини
43. Акушерства та гінекології
44. Педіатрії N 3
45. Дитячої стоматології
46. Педіатрії N 1
47. Дитячої хірургії
48. Педіатрії N 2
49. Терапевтичної стоматології
50. Ортопедичної стоматології
51. Хірургічної стоматології
52. Технології ліків та організації фармації
53. Фармацевтичної хімії
54. Клінічної фармакології і фармакогнозії з ботанікою
55. Епідеміології
56. Акушерства і гінекології N 2
57. Вірменської мови і мед. термінології.

## Відомі випускники
- Аргаманян Армен Геворгович — колишній міністр освіти і науки Республіки Вірменія.